# Шмидт, Вильгельм Адольф
Вильгельм Адольф Шмидт (нем. Wilhelm Adolf Schmidt; 26 сентября 1812, Берлин — 10 апреля 1887, Йена) — германский историк, политик и педагог.

## Биография
Учился в Берлине, защитил докторскую диссертацию о вторжениях галлов в Древнюю Грецию, в 1839 году стал там приват-доцентом, в 1840 году хабилитировался, с 1845 года адъюнкт-профессор истории в Берлине. 
С 1851 года профессор Цюрихского университета, с 1860 года — Йенского университета. Его научными интересами были древняя, всемирная и немецкая история, а также изучение папирусов. 
В 1874 году стал членом Баварской академии наук.
Главными его трудами считаются: «Geschichte der Denk- und Glaubensfreiheit im 1 Jahrhundert der Kaiserherrschaft und des Christenthums» (Берлин, 1847); «Preussens deutsche Politik» (там же, 1850); «Der Aufstand in Konstantinopel unter Justinian» (Цюрих, 1854); «Zeitgenössische Geschichten» (Берлин, 1859); «Elsass und Lothringen» (Лейпциг, 1859; 3-е издание, 1870); «Geschichte der preussisch-deutschen Unionsbestrebungen» (Берлин, 1851, 2 тома); «Tableau de la révolution française publiés sur les papiers inédits du départements de la police secrete de Paris» (Лейпциг, 1867—1870; 3 тома); «Epochen und Katastrophen» (Берлин, 1874); «Pariser Zustände während der Revolutionszeit 1789—1800» (Йена, 1874—1876; французский перевод Viollet, 1880—1885); «Handbuch der griechischen Chronologie» (там же, 1888); «Abhandlungen zur alten Geschichte» (Лейпциг, 1888).
В 1844—1848 годах Шмидт редактировал «Zeitschrift für die Geschichtswissenschaft» (он был в числе его основателей в 1843 году) и подготовил 8-е издание «Всемирной истории» Беккера (Берлин, 1860—1863, 18 томов). Из его посмертных бумаг Альфред Штерн издал «Geschichte der deutschen Verfassungsfrage während der Befreiungskriege und des Wiener Kongresses» (Штутгарт, 1890).
В 1848 году член Франкфуртского парламента, в 1874—1876 годах национал-либеральный депутат германского рейхстага.